# Gaio Vibio Postumo
Gaio Vibio Postumo (latino: Gaius Vibius Postumus; Larino, 35 a.C. circa – dopo il 20) è stato un politico, militare dell'Impero romano.

## Biografia
Della gens dei Vibii proveniente da Larino, era figlio dell'omonimo Gaio Vibio Postumo.
Come novus homo ottenne la carica di Console suffectus nel 5, primo della sua famiglia. Fu inviato come legatus consolare in Dalmazia dall'8/9 all'11, dove partecipò alla fase finale della Rivolta dalmato-pannonica del 6-9.
In seguito ottenne la carica di Proconsole d'Asia dal 12 al 15.